# Shōnen
Lo shōnen (少年? lett. "ragazzo") è una categoria di manga indirizzati principalmente a un pubblico che va dall'età scolare fino alla maggiore età. Le maggiori riviste specializzate nella pubblicazione di manga shōnen sono Weekly Shōnen Jump, Weekly Shōnen Sunday e Weekly Shōnen Magazine.

## Terminologia ed etimologia

### Shōnen
La parola giapponese shōnen (少年 /ɕoːnen/) si traduce letteralmente in "pochi anni". Shōnen si riferiva storicamente ai giovani in senso generale, ed era usato dall'industria editoriale giapponese per designare le pubblicazioni rivolte ai bambini e ai giovani fino alla fine del XIX secolo. La parola è passata al suo uso attuale di riferirsi specificamente ai media rivolti ai ragazzi adolescenti a partire dalla pratica di segmentare i periodici (soprattutto riviste di manga) per sesso e gruppi target specifici per età, che è stata stabilita all'inizio del XX secolo e accelerata a partire negli anni '60. Questo sistema di segmentazione è ora apertamente utilizzato come sistema di categorizzazione dagli editori di manga e si estende a opere adattate da manga, come anime.

### Shōnenmanga
Shōnen manga si riferisce a manga rivolti a un pubblico di ragazzi adolescenti, con il pubblico target primario definito alternativamente dai 9 ai 18 anni e dai 12 ai 18 anni. Delle quattro principali categorie demografiche di manga (shōnen, shōjo, seinen e josei), è la categoria più popolare nel mercato giapponese.
L'attuale pubblico di lettori di manga shōnen, come nel caso di tutte le categorie demografiche di manga, si estende significativamente oltre questo gruppo target di adolescenti maschi per includere tutte le età e generi. Ad esempio, un sondaggio del 2006 sulle lettrici di manga ha rilevato che Weekly Shōnen Jump era la rivista di manga più popolare tra questo gruppo demografico, superando le riviste che si rivolgono specificamente a un pubblico femminile. L'orientamento al gruppo target dei manga shōnen è particolarmente evidente nel contenuto non manga delle riviste di manga shōnen, che includono pubblicità e articoli su argomenti adattati agli interessi dei giovani maschi, come i videogiochi. I contenuti non manga spesso corrispondono a un'importante serie manga in una determinata rivista, ad esempio pubblicità per un adattamento per videogioco della serie o articoli su un adattamento cinematografico animato della serie.

## Storia

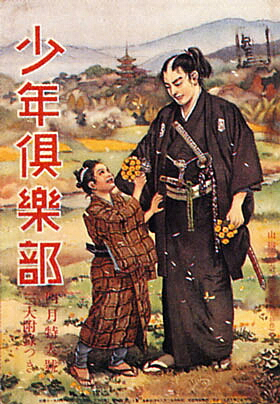
Copertina del numero di aprile 1929 di Shōnen Club

### Era prebellica e in tempo di guerra
Le riviste per bambini con lettori separati per sesso esistono in Giappone dall'inizio del 1900. Mentre le prime riviste per ragazzi erano apparentemente unisex (Shōnen Sekai fu la prima rivista per ragazzi in Giappone nel 1895, indirizzata a un pubblico di ragazzi e ragazze) in pratica, il contenuto editoriale di queste pubblicazioni riguardava in gran parte argomenti che erano di interesse per i ragazzi. Ciò provocò l'emergere delle prime riviste esclusivamente shōjo (ragazze) nel 1902, e successivamente le riviste shōnen iniziarono a rivolgersi esclusivamente a un pubblico maschile. Inizialmente, queste riviste non pubblicavano manga; fu la prima rivista shōnen a farlo, ossia Shōnen Pakku, pubblicato per la prima volta nel 1907. Questo fu seguito da Shōnen Club nel 1914 e successivamente da Yōnen Club. Tra le serie manga di maggior successo e influenti in queste prime riviste shōnen c'erano Norakuro di Suihō Tagawa, che segue la vita di un cane soldato antropomorfo, e Tank Tankuro di Gajo Sakamoto, un personaggio simile a un robot che può cambiare il suo aspetto.
La rivista Shōnen godette di una notevole popolarità durante gli anni '20 e '30, con Yōnen Club che vendette oltre 950.000 copie. Durante la seconda guerra sino-giapponese e la seconda guerra mondiale, le vendite di riviste diminuirono e le pubblicazioni furono utilizzate sempre più per scopi di propaganda in tempo di guerra. Il contenuto del manga in queste pubblicazioni è stato ridotto, e la serie che è rimasta tipicamente focalizzata su temi patriottici e militaristici, come le storie sui samurai. In altre storie, i robot venivano raffigurati mentre combattevano nella guerra contro le forze alleate, in modo analogo ai fumetti di supereroi occidentali che raffigurava i supereroi che combattevano i poteri dell'Asse durante questo stesso periodo.

### Era post bellica
Durante l'occupazione post bellica del Giappone, l'industria editoriale giapponese fu ricostruita secondo linee guida inizialmente rigide. Le storie incentrate sulla guerra, il combattimento e la maggior parte degli sport competitivi furono bandite con l'obiettivo di scoraggiare la belligeranza e ostacolare l'uso dei manga per la propaganda filo-imperiale. Un manga sviluppato durante questo periodo sotto l'influenza dell'artista Osamu Tezuka, erano per esempio Astro Boy e Kimba the White Lion. Tezuka si è ispirato ai cartoni animati americani e ha aperto la strada ai cosiddetti "story manga": serie manga di lunga durata con uno stile e una continuità cinematografici su più capitoli, in contrasto con quello che in precedenza era stato un mezzo definito da fumetti una tantum. Le storie di fantascienza su robot, viaggi nello spazio e avventure eroiche nello spazio godettero di popolarità durante questo periodo; molte storie di fantascienza hanno preso temi e concetti dai fumetti di guerra e li hanno re-immaginati con ideali pacifisti, come Tetsujin 28-go di Mitsuteru Yokoyama.
Una delle prime nuove riviste di manga shōnen del dopoguerra fu Manga Shōnen, che fu lanciata nel 1947 e pubblicò opere di Tezuka, Leiji Matsumoto e Shōtarō Ishinomori. Quando i codici di censura del dopoguerra furono abrogati e il Giappone entrò in un periodo di significativo sviluppo economico negli anni '50, le vendite di manga e il numero di riviste di manga aumentarono in modo significativo, e shōnen e shōjo manga arrivarono ad affermarsi ulteriormente come categorie distinte. Negli shōnen emersero anche le prime opere di manga sportivi durante questo periodo. I primi lavori degni di nota includono Igaguri-kun di Eiichi Fukui come la prima serie manga del genere, e Ashita no Joe di Asao Takamori e Tetsuya Chiba, che divenne una delle opere di maggior successo commerciale nel genere. Il 1959 vide il lancio di Shōnen Sunday e Weekly Shōnen Magazine, le prime riviste settimanali di manga shōnen e altri settimanali, come Shōnen Champion, Shōnen King e Shōnen Ace, emerso negli anni '60. Weekly Shōnen Jump è stato pubblicato per la prima volta nel 1968 e si sarebbe affermato come la rivista di manga più venduta in tutte le categorie demografiche, una posizione che detiene ancora oggi. Molte delle serie shōnen più popolari e di successo commerciale hanno avuto origine in Weekly Shōnen Jump, tra cui Dragon Ball di Akira Toriyama, Naruto di Masashi Kishimoto, Bleach di Tite Kubo, One Piece di Eiichiro Oda e Slam Dunk di Takehiko Inoue.

### Era moderna
Il manga seinen è stato formalizzato come una categoria di manga rivolta a un pubblico maschile più anziano alla fine degli anni '60 e all'inizio degli anni '70, e molti artisti shōnen associati al movimento gekiga realista sono migrati al manga seinen. La fine del mercato del kashi-hon (manga a noleggio) ha portato molti artisti kashi-hon a trasferirsi nell'editoria di riviste, inclusi i manga shōnen, portando con sé i loro temi e il loro stile distinti. Di conseguenza, i manga shōnen hanno affrontato temi più seri e politici e hanno visto un aumento delle raffigurazioni di soggetti violenti ed espliciti, nonché un aumento delle parolacce. Artisti significativi di quest'epoca includono Shigeru Mizuki, creatore della serie horror GeGeGe no Kitarō; e George Akiyama, la cui serie di manga shōnen Ashura descrive cannibalismo, abusi sui minori e omicidi di massa. Sebbene ciò abbia provocato una reazione pubblica, non ha portato al declino dell'industria: le serie con umorismo anarchico e offensivo sono diventate popolari sia nei manga shōnen che in quelli seinen, con Crayon Shin-Chan di Yoshito Usui che è diventato un esempio di fama internazionale di questo fenomeno. L'artista di manga Go Nagai ha originato la carica sessuale ecchi con Harenchi Gakuen, che è stato serializzato su Weekly Shōnen Jump.
Le differenze stilistiche e tematiche tra shōnen e shōjo iniziarono a ridursi notevolmente a partire dagli anni '80, con un diffuso scambio di dispositivi e temi stilistici. Ad esempio, i caratteristici grandi occhi dei manga shōjo sono diventati comuni nei manga shōnen per trasmettere le emozioni dei personaggi, e i personaggi femminili hanno goduto di una maggiore importanza sia come personaggi secondari che primari nei manga shōnen. Altre tecniche di narrazione grafica che hanno avuto origine nei manga shōjo, come i montaggi di più vignette, sono state importate nei manga shōnen e sono diventate dispositivi stilistici comuni. Anche le artiste di manga femminili iniziarono a godere di un crescente successo di critica e commerciale come creatrici di manga shōnen. Come risultato dell'influenza combinata di ecchi e dell'ascesa delle artiste, il romanticismo emerse come sottogenere dei manga shōnen, in particolare della commedia romantica. Quando i manga iniziarono ad emergere nel mondo occidentale all'inizio degli anni '90, la categoria shōnen era così dominante in questi nuovi mercati che arrivò a plasmare l'immagine del manga nel suo insieme. Mentre shōjo ha guadagnato popolarità negli anni 2000, shōnen rimane la categoria di manga più popolare, sia in Giappone che a livello internazionale.

### Gli shōnen in Italia
I primi shōnen vennero portati in Italia principalmente sull'onda degli anime allora arrivati in televisione: qualche capitolino avvenne anche negli anni '70, che però fu più dominato dagli shojo, mentre negli anni '80-'90 l'offerta in TV si ampliò con più opere provenienti da questo target. Le proposte venivano perlopiù pubblicate da Granata Press e Star Comics, sia in collane specifiche per serie (come quella de I cavalieri dello zodiaco) sia in riviste a tema. Tuttavia, sia un disinteresse dal fondatore di Granata Press che la progressiva scomparsa degli anime dalla TV ridussero di molto le opere pubblicate e l'attenzione a loro rivolta.
Con la diffusione del web, e la facilità di reperire anime con questo target prima in fansub e poi direttamente sui servizi streaming, questo genere di manga risale in popolarità. Le opere manga più vendute nel paese hanno questo target.

## Caratteristiche

### Temi e generi
Questo orientamento tematico dei manga shōnen è facilmente deducibile dai valori formali o dagli slogan che le riviste di manga shōnen si assegnano: ad esempio, "amicizia, perseveranza e vittoria" per Weekly Shōnen Jump, e "coraggio, amicizia e spirito combattivo" per CoroCoro Comic. L'attenzione editoriale del manga shōnen è principalmente sull'azione, l'avventura e il combattimento di mostri o altre forze del male. Le storie d'azione sono così dominanti nello shōnen manga che alcune opere manga e non manga sono occasionalmente designate come shōnen non a causa del loro apparente gruppo target, ma a causa del loro contenuto incentrato sull'azione e l'avventura. Sebbene le narrazioni d'azione dominino la categoria, c'è una profonda diversità editoriale e un numero significativo di generi e sottogeneri all'interno dei manga shōnen, specialmente se confrontati con altre culture dei fumetti al di fuori del Giappone. Ciò include ma non è limitato a commedia, crimine, romanticismo, spaccato di vita e storie su attività come lo sport e la vita di diversi professionisti.
Il genere d'azione è esso stesso espresso attraverso una varietà di sottogeneri, dal dramma storico e contemporaneo alla fantascienza e al fantasy. Shōnen è stata alternativamente sciovinista o critica nei confronti del militarismo e della violenza, con Gen di Hiroshima di Keiji Nakazawa come esempio notevole di quest'ultimo. I samurai apparivano frequentemente come modelli di ruolo idealizzati per i lettori di ragazzi nei primi shōnen, analoghi alle rappresentazioni dei cowboy nei fumetti occidentali; le storie dei samurai sono passate alla commedia e alla sportività nel dopoguerra, prima di tornare ai temi idealizzati del bene contro il male. Sebbene i manga shōnen in genere cerchino di trasmettere un messaggio di pace, la categoria è stata criticata da individui come il regista Hayao Miyazaki per aver promosso dicotomie bene/male eccessivamente semplici.

### Convenzioni narrative
Un protagonista shōnen è spesso caratterizzato da qualità contraddittorie: irascibile e freddo, serio e cinico, goffo e infallibile, o che appare come un buono a nulla ma possiede abilità nascoste. In alcuni casi, la contraddizione assume una forma letterale sotto forma di henshin (変身, letteralmente "trasformazione"), in cui l'eroe è in grado di alternare due personaggi con aspetti e personalità diversi; esempi di questo dispositivo includono Yu-Gi-Oh! di Kazuki Takahashi e Samurai Deeper Kyo di Akimine Kamijyo. Le capacità di trasformazione sono spesso legate a connessioni con uno spirito, un mostro o un robot. Un importante espediente narrativo nei manga shōnen è la rivalità tra il protagonista e il suo avversario, con un combattimento o una ricerca che spesso appare come elemento centrale; Dragon Ball è tra gli esempi più popolari e di successo commerciale di questa storia archetipica.
In genere, un protagonista shōnen è un outsider, o in qualche modo svantaggiato rispetto agli altri, ma che attraverso l'addestramento, la perseveranza e la forza di volontà alla fine riesce a distinguersi contro ogni previsione. Le trame seguono tipicamente la struttura di base del viaggio dell'eroe, con gran parte della storia incentrata sull'addestramento e la trasformazione del protagonista in un eroe, e sui personaggi che guadagnano il loro status di eroi attraverso lo sforzo e la tenacia piuttosto che in virtù della nascita. Per le serie di lunga durata, il viaggio dell'eroe si ripete; man mano che inizia un nuovo arco narrativo, il nemico diventa più potente e il pericolo da superare diventa maggiore. Oltre a questi conflitti esterni, uno shōnen protagonista spesso affronta anche conflitti interni, tipicamente incentrati sulla maturità e sull'invecchiamento. In contrasto con il manga shōjo, che spesso si concentra sui pensieri e sul monologo interiore dell'eroe, lo shōnen tipicamente fa avanzare la trama attraverso il dialogo e l'azione. Il lieto fine è comune nei manga shōnen, ma non è obbligatorio, con gli scrittori che esprimono il lieto fine adatto alla demografia anche se non risulta adatto.

### Stile visivo

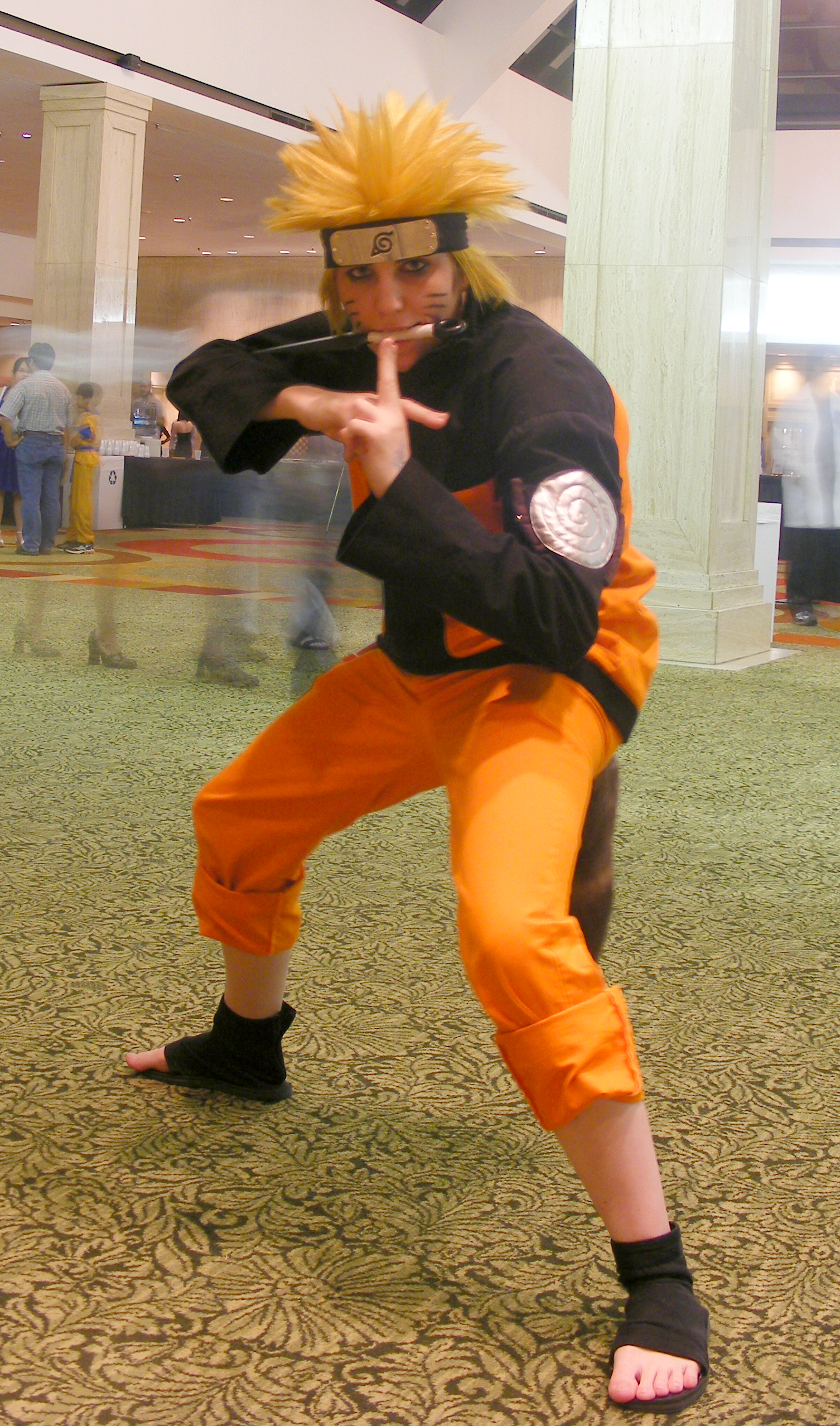
Un cosplayer vestito da Naruto Uzumaki di Naruto, che mostra la caratteristica acconciatura "spiky".

Il teorico dei fumetti Neil Cohn considera lo stile artistico di shōnen generalmente "spigoloso" rispetto a quello dei manga shōjo e osserva come la maggior parte dei lettori di manga regolari sia in grado di distinguere facilmente tra shōnen e shōjo basandosi solo sull'aspetto visivo. Visivamente, un protagonista shōnen spesso possiede quelli che il critico di manga Jason Thompson descrive come "capelli follemente appuntiti" che distinguono la sagoma del protagonista da quella degli altri personaggi. Gli occhi dei personaggi shōnen nel dopoguerra sono significativamente più piccoli di quelli dei personaggi nei manga shōjo; i grandi occhi sono usati nei manga shōjo per trasmettere meglio le emozioni dei personaggi, un aspetto a cui storicamente è stata data meno attenzione nei manga shōnen. Un espediente visivo comune nelle scene d'azione shōnen consiste nel rappresentare i contorni delle figure con linee per dare l'apparenza di movimento.

### Ruolo delle donne
Storicamente i protagonisti dei manga shōnen erano quasi esclusivamente uomini e ragazzi; le donne e le ragazze apparivano principalmente in ruoli secondari come sorelle, madri o fidanzate, se non assenti del tutto. Ciò era particolarmente vero per le storie di ecchi che si sono sviluppate dai manga shōnen a partire dagli anni '70, con Abashiri ikka di Gō Nagai come una delle prime opere rappresentative di questo sviluppo, nonché un primo esempio di manga shōnen con una protagonista femminile. Dagli anni '80, le donne e le ragazze hanno svolto un ruolo più attivo nei manga shōnen, combattendo al fianco di personaggi maschili e non semplicemente come supporto passivo. Dr. Slump di Akira Toriyama è stata una delle prime opere rappresentative di questo sviluppo, con la sua maliziosa protagonista bambina Arale Norimaki che è stato tra i primi manga shōnen a rappresentare questo tipo di personaggio archetipico come una ragazza piuttosto che come un ragazzo. Gli anni '80 hanno visto anche le artiste di manga shōnen diventare più importanti: in particolare l'artista di manga horror Kei Kusunoki e Rumiko Takahashi con le sue commedie romantiche Lamù (Urusei Yatsura) e Ranma ½.
Soprattutto nelle serie shōnen rivolte a un pubblico più anziano, i personaggi femminili sono spesso presentati in un modo attraente per il pubblico di destinazione maschile come le cosiddette bishōjo (letteralmente "belle ragazze"). Esistono come oggetti di desiderio romantico o sessuale non solo per i personaggi maschili, ma anche per il lettore maschio apparentemente eterosessuale come forma di fan service. Sebbene questi tropi oggettivanti siano persistiti nei manga shōnen, le donne hanno anche sviluppato ruoli più attivi in queste storie orientate al servizio dei fan. Un comune tropo della commedia romantica nei manga shōnen sin dagli anni '80 è stato quello di accoppiare un debole protagonista maschile con un forte interesse amoroso femminile che non è solo l'obiettivo del suo desiderio romantico e sessuale, ma anche il suo buon amico e confidente. Nel genere harem, che ha avuto origine dai manga shōnen, un protagonista maschile è circondato da diversi personaggi femminili che lo desiderano e che spesso sono più sicuri e assertivi di lui; esempi includono Negima! Magister Negi Magi di Ken Akamatsu e Hanaukyo Maid Team di Morishige. In altri casi, il protagonista maschile fallisce nei suoi tentativi di corteggiare il personaggio femminile, oppure la storia è incentrata sul protagonista maschile originariamente ingenuo e infantile che matura e impara a sviluppare relazioni sane con le donne.
Per alcune serie shōnen, un pubblico femminile che legge o interpreta relazioni omoerotiche sottotestuali tra personaggi maschili canonicamente eterosessuali costituisce una percentuale significativa del pubblico della serie; questo è particolarmente vero per le serie con personaggi maschili che sono bishōnen (letteralmente "bei ragazzi"), o che sono percepiti come tali dai lettori. Questa lettura del manga shōnen si esprime sotto forma di opere di fan come la dōjinshi (manga amatoriale autopubblicato) e il genere di manga e anime yaoi (romanzo male-male), che include sia opere originali che derivate. Lo studioso di manga Yukari Fujimoto osserva nella sua analisi del pubblico femminile dei titoli shōnen One Piece, Naruto e Il principe del tennis che le interpretazioni omoerotiche dei manga shōnen tendono ad essere più comuni tra i titoli che non includono personaggi femminili di spicco.

## Riviste

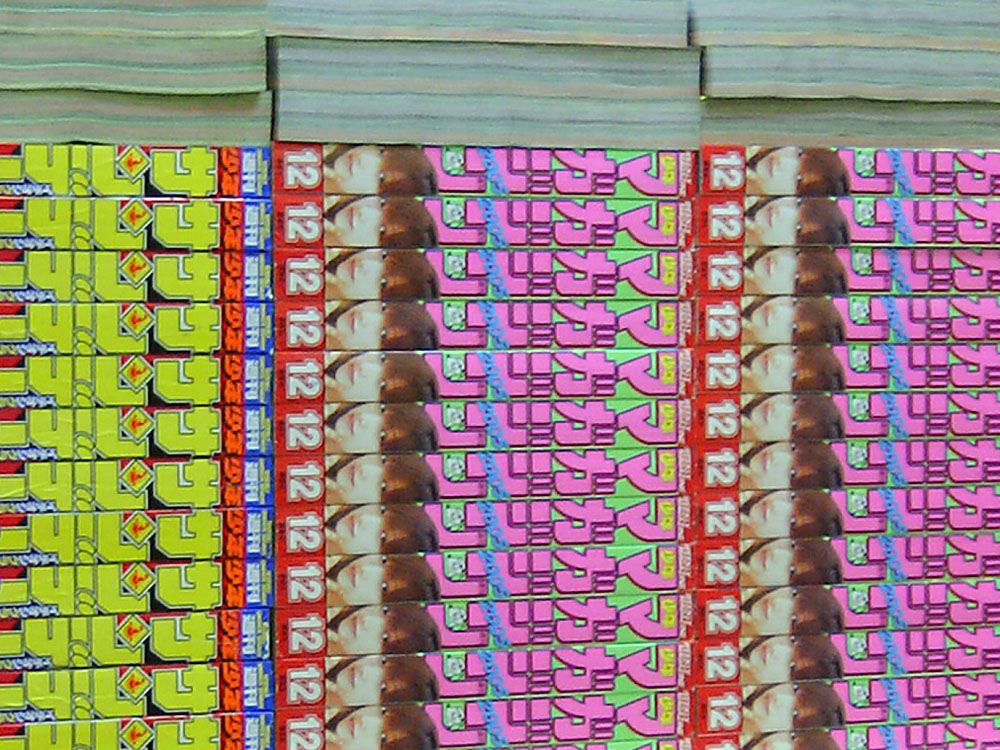
Pile di Weekly Shōnen Magazine e Shōnen Sunday nel 2005

Il manga Shōnen è tradizionalmente pubblicato su riviste di manga dedicate che si rivolgono specificamente a un pubblico di shōnen. Al culmine del settore a metà degli anni '90, c'erano 23 riviste shōnen totali, che vendettero complessivamente 662 milioni di copie nel 1995. Il mercato totale delle riviste manga quell'anno comprendeva 265 riviste, con un totale di 1.595 miliardi di copie vendute.
Una rivista di manga è in genere lunga diverse centinaia di pagine e contiene oltre una dozzina di serie o one-shot. Gli shōnen giapponesi in termini di diffusione sono Weekly Shōnen Jump di Shueisha, Weekly Shōnen Magazine di Kodansha e Weekly Shōnen Sunday di Shogakukan; essi sono anche i più grandi editori di manga in generale. La quarta rivista più grande, anche se con un margine significativo, è Weekly Shōnen Champion di Akita Shoten, che è stata tra le riviste di manga più popolari negli anni '70 e '80. Le riviste CoroCoro Comic e l'ormai defunto Comic BomBom appartengono tecnicamente alla fascia demografica dei kodomo (manga per bambini), ma sono spesso considerati riviste shōnen poiché si rivolgono a un pubblico di ragazzi in età scolare. Di seguito è riportato un elenco delle migliori riviste shōnen per tiratura a partire dal 2015:
| Titolo                  | Tiratura  |
| ----------------------- | --------- |
| CoroCoro Comic          | 920,000   |
| Jump Square             | 260,000   |
| Monthly Shōnen Magazine | 540,000   |
| Weekly Shōnen Jump      | 2,380,000 |
| Weekly Shōnen Magazine  | 1,110,000 |
| Weekly Shōnen Sunday    | 370,000   |